# Renegades (레이지 어게인스트 더 머신의 음반)
| 전문가 평가          | 전문가 평가 |
| 총 점수              | 총 점수     |
| 출처                 | 점수        |
| -------------------- | ----------- |
| 메타크리틱           | 78/100      |
| 평가 점수            |             |
| 출처                 | 점수        |
| AllMusic             | [ 3 ]       |
| Alternative Press    | [ 4 ]       |
| Entertainment Weekly | A−          |
| Melody Maker         | [ 6 ]       |
| Mojo                 | [ 7 ]       |
| NME                  | 8/10        |
| Q                    | [ 6 ]       |
| Rolling Stone        | [ 1 ]       |
| Select               | [ 9 ]       |
| Spin                 | 7/10        |

《Renegades》는 미국의 록 밴드 레이지 어게인스트 더 머신(RATM)의 네 번째 정규 음반으로, 첫 이별 후 거의 두 달 만인 2000년 12월 5일 에픽 레코드에서 발매되었다. 이 음반은 브루스 스프링스틴, 밥 딜런, 아프리카 밤바타, 마이너 스렛, 에릭 B. & 라킴, 스투지스, MC5, 롤링 스톤스, 사이프레스 힐, 디보와 같은 아티스트들의 노래 커버로 구성되어 있다.
RATM의 음반 중 《Renegades》는 유일하게 투어에 참여하지 않았다. 음반 발매 직후, 네 명의 밴드 멤버 중 세 명(보컬리스트 잭 데라로차)이 사운드가든 출신 보컬리스트이자 기타리스트였던 크리스 코넬과 함께 새로운 밴드인 오디오슬레이브를 결성했다. 그러나 RATM은 2003년 라이브 음반인 《Live at the Grand Olympic Auditorium》을 발매했다.
이 음반은 첫 발매 후 한 달이 조금 넘도록 플래티넘 위상을 달성했다.

## 커버 아트
이 음반의 커버 아트는 로버트 인디애나의 팝 아트 작품 《Love》를 패러디한 것으로, "사랑"이라는 단어는 "분노"로 대체되고 왼쪽 아래 모서리에 G라는 글자가 비스듬히 놓여 있다. 이 음반에는 검은색과 파란색 또는 녹색 바탕의 빨간색 문자 또는 빨간색과 검은색 스위치와 함께 네 가지 버전의 커버가 함께 배송되었다. 이 음반의 포장에는 조쉬 코펠의 시도 포함되어 있다. 이 작품은 뒷면에 "You are not a slave(당신은 노예가 아닙니다)"라는 문구가 적힌 미국 1달러 지폐의 사진으로 끝난다.

## 곡 목록
| #   | 제목                            | 작사·작곡                                                                    | 재생 시간 |
| --- | ------------------------------- | ---------------------------------------------------------------------------- | --------- |
| 1.  | 〈Microphone Fiend〉            | 에릭 배리어, 라킴 알라                                                       | 5:01      |
| 2.  | 〈Pistol Grip Pump〉            | 로저 트라우트먼, 디노 호킨스, 에이드리언 밀러, 에릭 바이달, 닉 바이달        | 3:18      |
| 3.  | 〈Kick Out the Jams〉           | 웨인 크레이머, 프레드 "소닉" 스미스, 롭 타이너, 마이클 데이비스, 데니스 톰슨 | 3:11      |
| 4.  | 〈Renegades of Funk〉           | 랜스 테일러, 아서 베이커, 존 밀러, 존 로비                                   | 4:35      |
| 5.  | 〈Beautiful World〉             | 마크 머더즈보, 제럴드 카잘                                                   | 2:35      |
| 6.  | 〈I'm Housin〉                  | 에릭 서먼, 패리시 스미스                                                     | 4:56      |
| 7.  | 〈In My Eyes〉                  | 이언 맥케이, 제프 넬슨, 브라이언 베이커, 라일 프레슬러                       | 2:54      |
| 8.  | 〈How I Could Just Kill a Man〉 | 루이 프리즈, 센렌 레이즈, 로렌스 머거드                                      | 4:04      |
| 9.  | 〈The Ghost of Tom Joad〉       | 브루스 스프링스틴                                                            | 5:38      |
| 10. | 〈Down on the Street〉          | 이기 팝, 론 애쉬튼, 스콧 애쉬튼, 데이브 알렉산더                             | 3:38      |
| 11. | 〈Street Fighting Man〉         | 믹 재거, 키스 리처즈                                                         | 4:42      |
| 12. | 〈Maggie's Farm〉               | 밥 딜런                                                                      | 6:34      |

## 인증
| 국가                       | 인증     | 판매량/출하량 |
| -------------------------- | -------- | ------------- |
| 오스트레일리아 (ARIA)      | 플래티넘 | 70,000^       |
| 영국 (BPI)                 | 골드     | 100,000^      |
| 미국 (RIAA)                | 플래티넘 | 1,000,000^    |
| ^출하량을 기반으로 한 인증 |          |               |